# Gainsbourg Confidentiel
Gainsbourg Confidentiel es el quinto álbum de estudio de Serge Gainsbourg, lanzado en 1963. Se caracteriza por su jazz minimalista, Gainsbourg sólo siendo acompañado por dos músicos.

## Lista de canciones
Todas las canciones escritas y compuestas por Serge Gainsbourg, excepto donde se indica.

| N.º   | Título                                                  | Música                        | Escritor(es)                              | Duración |  |
| 1.    | «Chez les yé-yé»                                        |                               |                                           | 2:29     |  |
| 2.    | «Sait-on jamais où va une femme quand elle vous quitte» |                               |                                           | 2:02     |  |
| 3.    | «Le Talkie-walkie»                                      |                               | Charles Baudelaire (Le serpent qui danse) | 2:02     |  |
| 4.    | «La Fille au rasoir»                                    |                               |                                           | 1:43     |  |
| 5.    | «La Saison des pluies»                                  | Serge Gainsbourg, Elek Bacsik |                                           | 3:27     |  |
| 6.    | «Elaeudanla Téitéia»                                    |                               |                                           | 1:38     |  |
| 7.    | «Scenic Railway»                                        |                               |                                           | 2:32     |  |
| 8.    | «Le Temps des yoyos»                                    |                               |                                           | 2:35     |  |
| 9.    | «Amour sans amour»                                      |                               |                                           | 2:02     |  |
| 10.   | «No, No Thanks, No»                                     |                               |                                           | 2:31     |  |
| 11.   | «Maxim's»                                               |                               |                                           | 1:49     |  |
| 12.   | «Negative Blues»                                        |                               |                                           | 1:34     |  |
| 26:24 |                                                         |                               |                                           |          |  |

## Músicos
- Serge Gainsbourg: canto
- Michel Gaudry: contrabajo
- Elek Bacsik: guitarra eléctrica

## Sencillos
- 1964: Chez les yé-yé / Le Temps des yoyos / Elaeudanla Teiteia / Scenic Railway